# Dulcia domestica
La dulcia domestica (en latín, ‘postre casero’) es un dulce típico de la Antigua Roma, que consiste en dátiles deshuesados y rellenos de frutos secos, a veces aromatizado con distintos condimentos, y cocidos brevemente en miel de abeja. 
Se considera un antecedente de los actuales dátiles rellenos típicos del Mediterráneo levantino.

## Dulcia domesticaen las fuentes clásicas
La única fuente clásica que directamente menciona este postre es el recetario De re coquinaria, escrito por Apicio, concretamente en el libro 7, capítulo 8, receta n.º 294.

Dulcia domestica. Palmulas uel dactilos excepto semine, nuce uel nucleis uel piper tritum infercies. Sale foris contingis, frigis in melle cocto et inferes

[traducción]: Dulce casero. Tomas dátiles sin semilla y de nueces, piñones y pimienta molida los rellenas. Sal por fuera les echas, los fríes en miel cocida y los sirves.
Marco Gavio Apicio (siglos IV-V)